# فرودگاه شهری اورنج
فرودگاه شهری اورنج (به انگلیسی: Orange Municipal Airport) یک فرودگاه همگانی است که یک باند فرود آسفالت دارد و طول باند آن ۱۵۲۴ متر است. این فرودگاه در شهر اورنج، ماساچوست کشور ایالات متحده آمریکا قرار دارد و در ارتفاع ۱۶۹٫۲ متری از سطح دریا واقع شده است.